# Club Drive
Club Drive est un jeu vidéo de course sorti en 1994 sur Jaguar. Le jeu a été développé et édité par Atari Corporation.